# Gavlevallen
Gavlevallen is een voetbalstadion in de Zweedse stad Gävle in het landsdeel Norrland. Gefle IF speelt zijn thuiswedstrijden in het Gavlevallen, dat daarmee het Strömvallen vervangt. Er kunnen 6.500 toeschouwers plaatsnemen in het stadion, waarvan kunstgras de ondergrond vormt.
Omdat Dalkurd FF vanuit Borlänge naar Uppsala verhuisde, maar daar geen geschikt stadion kon vinden, speelt ook Dalkurd in het seizoen 2017/2018 in dit stadion. Dalkurd betaalt per wedstrijd 100.000 SEK aan de gemeente Gävle voor de huur van het stadion.
Behrn Arena (Örebro SK) ·
Borås Arena (IF Elfsborg) ·
Falkenbergs IP (Falkenbergs FF) ·
Gamla Ullevi (IFK Göteborg) ·
Grimsta IP (IF Brommapojkarna) ·
Guldfågeln Arena (Kalmar FF) ·
Kopparvallen (Åtvidabergs FF) ·
Nya Parken (IFK Norrköping) ·
Olympia (Helsingborgs IF) ·
Rambergsvallen (BK Häcken) ·
Strandvallen (Mjällby AIF) ·
Strawberry Arena (AIK Fotboll) ·
Strömvallen (Gefle IF) ·
Eleda Stadion (Malmö FF) ·
Tele2 Arena (Djurgårdens IF) ·
Örjans vall (Halmstads BK)
Ängelholms IP (Ängelholms FF) ·
Finnvedsvallen (IFK Värnamo) ·
Gamla Ullevi (GAIS Göteborg) ·
Jämtkraft Arena (Östersunds FK) ·
Landskrona IP (Landskrona BoIS) ·
Myresjöhus Arena (Östers IF) ·
Norrporten Arena (GIF Sundsvall) ·
Påskbergsvallen (Varbergs BoIS) ·
Skarsjövallen (Ljungskile SK) ·
Stadsparksvallen (Jönköpings Södra IF) ·
Stora Valla (Degerfors IF) ·
Studenternas IP (IK Sirius FK) ·
Södertälje Fotbollsarena (Assyriska Föreningen, Syrianska FC) ·
Tele2 Arena (Hammarby IF) ·
Vapenvallen (Husqvarna FF)
Arosvallen ·
Bårsta IP ·
Enavallen ·
Folkungavallen ·
Fredriksskans IP ·
Gamla Ullevi ·
Herrgärdets IP ·
Hillängens IP ·
Jernvallen ·
Johanneshovs IP ·
Kamratvallen ·
Lövåsvallen ·
Malmö IP ·
Malmö Stadion ·
Motala IP ·
Norra IP ·
Ramnavallen ·
Råsunda IP ·
Råsundastadion ·
Rimnersvallen ·
Ruddalens IP ·
Ryavallen ·
Sandåkerns IP ·
Skogsvallen ·
Slottsskogsvallen ·
Olympisch Stadion (Stockholm) ·
Söderstadion ·
T3 Arena ·
Trollebo IP ·
IJsbaan van Eskilstuna ·
Ullevi ·
Vägga IP ·
Vångavallen ·
Värendsvallen